# سيد غريفين
سيد غريفين (بالإنجليزية: Sid Griffin)‏ هو كاتب وموسيقي ومغن مؤلف أمريكي، ولد في 18 سبتمبر 1955 في لويفيل في الولايات المتحدة.

## وصلات خارجية
- الموقع الرسمي
- سيد غريفين على موقع IMDb (الإنجليزية)
- سيد غريفين على موقع ميوزك برينز (الإنجليزية)
- سيد غريفين على موقع أول ميوزيك (الإنجليزية)
- سيد غريفين على موقع ديسكوغز (الإنجليزية)